# Gouzeaucourt
Gouzeaucourt és un municipi francès, situat a la regió dels Alts de França, al departament del Nord. L'any 2006 tenia 1.376 habitants.

## Demografia
| 1962                                       | 1968  | 1975  | 1982  | 1990  | 1999  | 2006  |
| ------------------------------------------ | ----- | ----- | ----- | ----- | ----- | ----- |
| 1.257                                      | 1.260 | 1.237 | 1.286 | 1.377 | 1.253 | 1.376 |
| Des de 1962: població sense dobles comptes |       |       |       |       |       |       |

## Administració
| Període   | Identitat           | Partit |
| --------- | ------------------- | ------ |
| 1995-2009 | Jean-Jacques Dromas |        |
| 2009-     | Jacques Richard     |        |